# Медина
Меди́на, официально Лучеза́рная Медина (араб. المدينة المنورة‎ —  Аль-Мадина аль-Мунаввара‎) — город в исторической области Хиджаз в западной части Саудовской Аравии. Административный центр округа Медина. В настоящее время его население — 1 152 991 чел. (по оценке 2017 года).
Ранее Медина называлась «Ясриб», но после переселения пророка Мухаммеда со своими сподвижниками из Мекки в 622 году, она стала называться «Аль-Мадина ан-Набавийя» (араб. المدينة النبوية‎ —  «Город пророка»‎).
Медина — второй священный город мусульман после Мекки. Многочисленные мечети в обоих городах являются целью паломничества большого количества мусульман. Город считается колыбелью исламской цивилизации. Мечеть Пророка считается второй святыней ислама после мечети аль-Харам в Мекке, неподалёку от Медины находится первая мечеть ислама, мечеть аль-Куба. Мечеть Пророка построена рядом с домом Мухаммеда, который позднее стал её частью по приказу халифа из династии Омейядов Абд аль-Малика. Немусульманам запрещено находиться в мечети Пророка, остальную часть города они могут посещать при наличии визы.

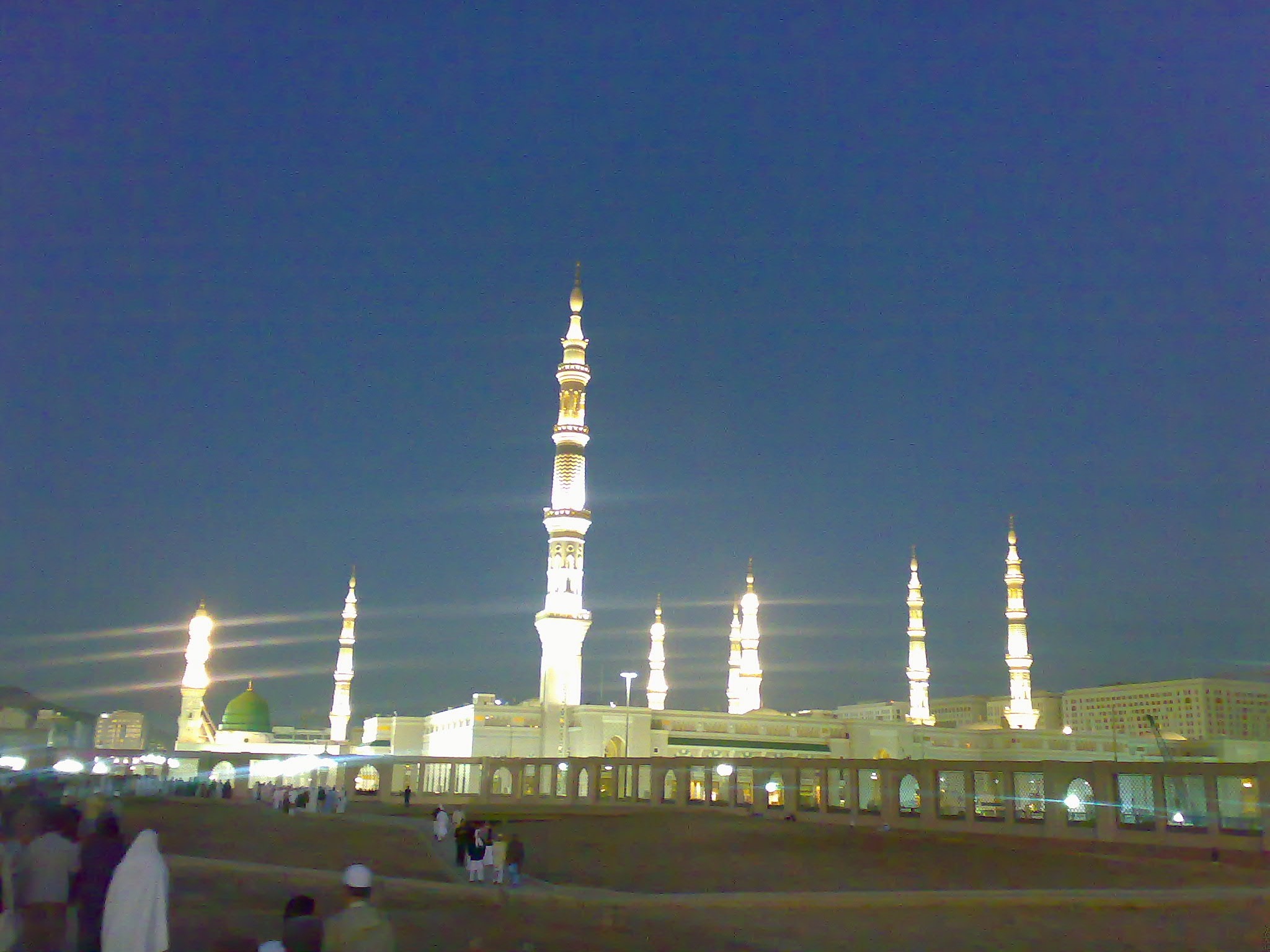
Масджид ан-Набави. «Мечеть пророка Мухаммеда»

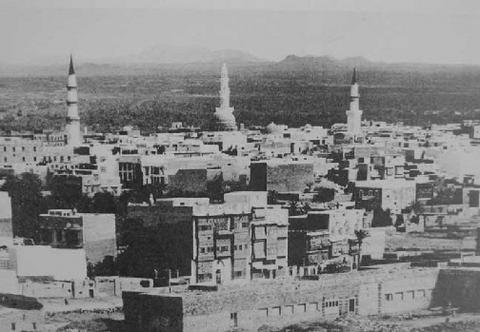
Медина в 1940 году.

## Этимология
До пророческой миссии пророка Мухаммада, город был известен как Ясриб. Слово Ясриб (араб. يَثْرِب‎) встречается в надписи, найденной в Харране, принадлежащей вавилонскому царю Набониду (VI век до н. э.) и хорошо засвидетельствовано в нескольких текстах последующих веков. Это название также было указано в Коране в Суре (главе) 33, в 13 аяте. Город носил данное название вплоть до Битвы у рва. Согласно исламской традиции, позже пророк Мухаммад запретил называть город этим именем.

### Тайба/Таба

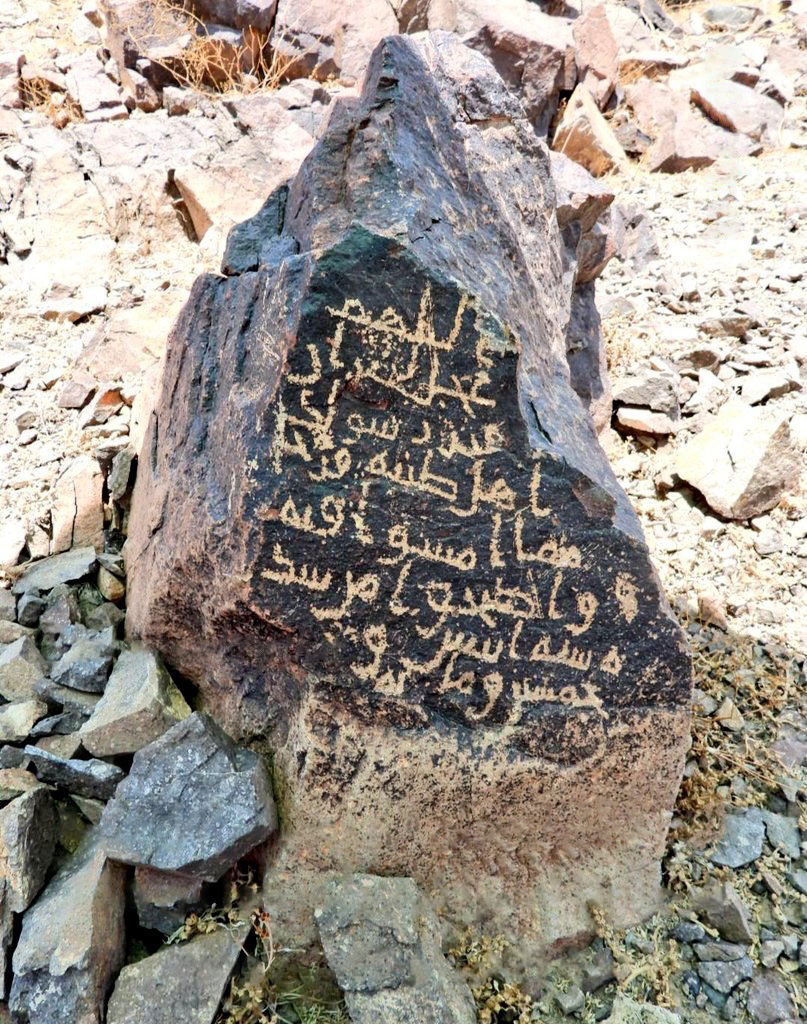
Надпись на камне 8 века, обнаруженная в Медине, где город назван 'Тайба'

Через некоторое время после битвы Пророк Мухаммед дал городу новое имя Тайба («Добрый») (ar; طَيْبَة) или Таба (طَابَة) с тем же значением. Название также используется в арабской популярной народной песне «Ya Taybah!» (О Тайба!). Иногда город также называют сочетанием двух этих названий, Тайбат ат-Таба (Добрейший из добрых).
Тем не менее, закрепившееся в популярной речи название-эпитет Мадина ан-Набавия или Мадина аль-Мунаввара (Город Пророка или Просвещённый Город) постепенно вытеснило название Тайба, и в обиходе сократилось до слова «медина» (Город).

## История
Медина за время своего существования пережила множество смен власти. Изначально регион контролировался арабскими еврейскими племенами, аусами и хазраджами. Мухаммедом и Рашидунами (622—661), Омейядами (661—750), Аббасидами (750—945),
Фатимидами (945-1170), Айюбидами (1170-1254),Мамлюки Египта (1254—1517), Османами (1517—1805), Первое Саудовское государство (1805—1811), Мухаммед Али-паша (1811—1840), Османы во второй раз (1840—1918) Хашимитский Шарифат Мекки (1918—1925) и, наконец, с 1925 года до настоящего времени Медина находится на территории современного Королевства Саудовская Аравия.
В доисламский период Медина (известная как Ясриб) была крупнейшим еврейским центром на Аравийском полуострове. Согласно преданиям, еврейское поселение в городе восходит ко времени войны Моисея с амалекитянами, пленения вавилонского, гонений Антиоха IV или Иудейской войны. В первых веках н. э. население Ясриба состояло преимущественно из кланов, исповедовавших иудаизм. Кланы были еврейского, смешанного еврейско-арабского и арабского происхождения. От этого периода сохранились остатки укреплённых сооружений и стен.
Позднее в оазис продолжали прибывать арабы, часть из них ассимилировалась в среде иудеев и перенимала навыки и ремесла, в том числе письменность. К VI веку между арабами и евреями усилилось противостояние, которое, по легенде, началось с восстания арабского клана Хазраджа, возмущённого требованием еврейского царя Файтуна осуществить право первой ночи. Постепенно господствующее положение перешло к арабам. Однако большинством населения к прибытию Мухаммада в 622 году оставались евреи. Большинство арабов оазиса приняло религию Мухаммада, ислам, тогда как только немногие евреи приняли притязания пророка на роль религиозного лидера. В 624 и 625 годах из города были последовательно изгнаны кланы Кайнука и Надир. В 627 году все мужчины клана Курайза были убиты, а женщины и дети проданы в рабство.
В 622 году из Мекки в Медину переселился пророк Мухаммад. С этого момента отсчитывается начало мусульманской эры. Медина стала столицей Арабского халифата. Дом Мухаммада в Медине стал первой мечетью. Пророк Мухаммад скончался и был похоронен в Медине в 632 году. В 656 году на месте дома Мухаммада была построена Большая мечеть, или Мечеть Пророка (Масджид ан-Набави). Четвёртый халиф Али перенес столицу из Медины в иракскую Куфу.
Первая городская стена была возведена вокруг центра Медины в 974 году для защиты от египетских Фатимидов.
В XVI веке, когда город попал под власть османских султанов. Сулейман Великолепный построил вокруг Медины стену высотой 12 метров и провел водопровод.

## Климат
Климат Медины очень жаркий, средние температуры с июня по сентябрь превышают +35 °C, а дневная температура в отдельные дни может превышать +45 °C. Кроме того, близость Красного моря нередко делает жару в городе влажной и крайне тяжело переносимой.
Климат Медины относится к тропическому пустынному. Осадки в Медине очень редкие: за год выпадает всего 50 мм осадков, что делает Медину одним из наиболее сухих крупных городов мира. Осадки выпадают только в осенне-зимний период.
В зимние месяцы температура более переносимая, днём умеренно тёплая погода, ночи бывают прохладными.
| Показатель                    | Янв. | Фев. | Март | Апр. | Май  | Июнь | Июль | Авг. | Сен. | Окт. | Нояб. | Дек. | Год  |
| ----------------------------- | ---- | ---- | ---- | ---- | ---- | ---- | ---- | ---- | ---- | ---- | ----- | ---- | ---- |
| Абсолютный максимум, °C       | 35,2 | 36,0 | 37,4 | 39,5 | 42,6 | 46,4 | 47,7 | 47,0 | 42,5 | 38,5 | 36,6  | 34,5 | 47,7 |
| Средний суточный максимум, °C | 23,6 | 26,1 | 30,2 | 33,9 | 38,9 | 41,7 | 39,3 | 42,2 | 41,0 | 36,4 | 29,7  | 25,0 | 34,0 |
| Средняя температура, °C       | 17,7 | 19,9 | 23,8 | 27,6 | 32,2 | 35,8 | 36,0 | 35,9 | 34,4 | 29,4 | 23,4  | 19,0 | 27,9 |
| Средний суточный минимум, °C  | 11,6 | 13,3 | 17,4 | 20,8 | 24,9 | 27,9 | 28,4 | 28,7 | 27,1 | 21,9 | 17,2  | 12,9 | 21,0 |
| Абсолютный минимум, °C        | 0,0  | 4,6  | 7,4  | 10,0 | 18,8 | 21,0 | 25,7 | 25,5 | 22,9 | 15,5 | 10,6  | 8,2  | 0,0  |
| Норма осадков, мм             | 8    | 1,2  | 8,3  | 11,9 | 4,6  | 0,4  | 0,2  | 0,3  | 0,1  | 1,1  | 9,2   | 3,8  | 49,1 |
| Источник: World Climate       |      |      |      |      |      |      |      |      |      |      |       |      |      |